# اچ‌ام‌اس ومپایر (پی۷۲)
اچ‌ام‌اس ومپایر (پی۷۲) (به انگلیسی: HMS Vampire (P72)) یک زیردریایی بود که طول آن ۲۰۴ فوت ۶ اینچ (۶۲٫۳۳ متر) بود. این زیردریایی در سال ۱۹۴۳ ساخته شد.